# (4004) Листьев
(4004) Листьев (лат. Listʹev) — астероид главного пояса, который был открыт 16 сентября 1971 года советским астрономом Тамарой Смирновой в Крымской обсерватории и назван в честь известного телеведущего и журналиста Владислава Листьева.

Орбита астероида Листьев и его положение в Солнечной системе
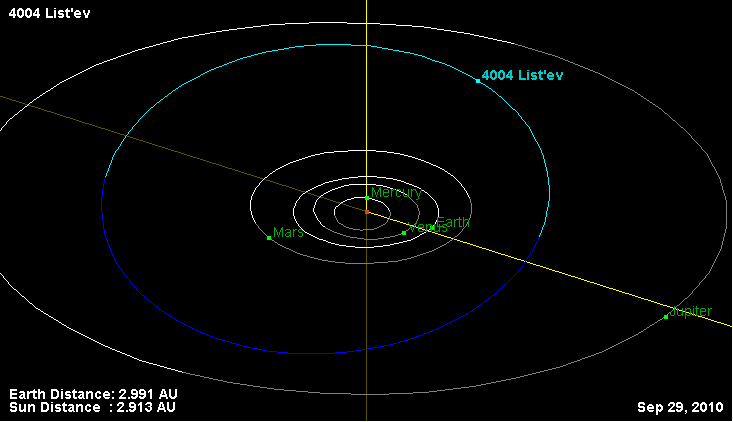
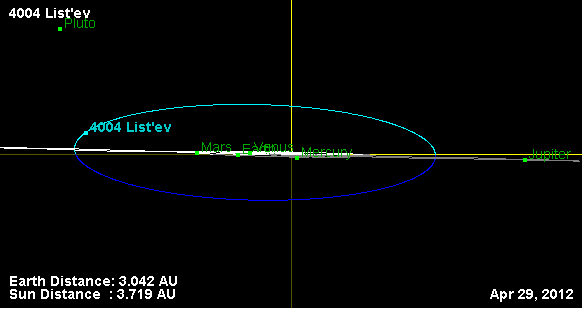